# P·W·辛格
彼得·沃伦·辛格（Peter Warren Singer，1974年—），美国政治学家，主要关注现代战争的研究。29岁时成为布鲁金斯学会最年轻的资深研究员。他曾是布鲁金斯学会萨班中东政策中心美国伊斯兰世界政策研究中心创始主任。他还在哈佛大学贝尔弗科学和国际事务中心、美国国防部巴尔干工作组，以及国际和平学院工作过。他曾获普林斯顿大学伍德罗·威尔逊公共与国际事务学院文学士学位、哈佛大学政治学博士学位。
他的第一部专著《企业武士：私营军事产业的兴起》（2003）率先探讨了提供提供军事服务租用的私营企业，这一产业很快就获得了重要意义，其中一些这样的公司在伊拉克扮演了不光彩的角色。《童子军》（2005）探讨了儿童在历代战争中的作用，这种作用在进入21世纪以来反而增加了。哥伦比亚、塞拉利昂、利比里亚、刚果和缅甸等教育不发达的国家，儿童很容易被用作战争工具，有时甚至成为炮灰或探雷器。辛格讨论了发动社会组织让这些儿童重回正常轨道的种种对策。《网络战争》（2009）则探讨了机器人在现代战争中越来越重要的作用。